# Wielisław Ławski
Wielisław Ławski herbu Dołęga (zm. krótko przed 20 marca 1577) – pisarz ziemski wiski, dworzanin królewski w 1563/1564 roku.
Poseł ziemi wiskiej na sejm warszawski 1563/1564 roku, sejm 1570 roku, na sejm koronacyjny 1574 roku, poseł województwa mazowieckiego na sejm parczewski 1564 roku, poseł ziemi wiskiej na sejm 1569 roku, podpisał akt unii lubelskiej.